# ガブリエル・ラマナンツォア

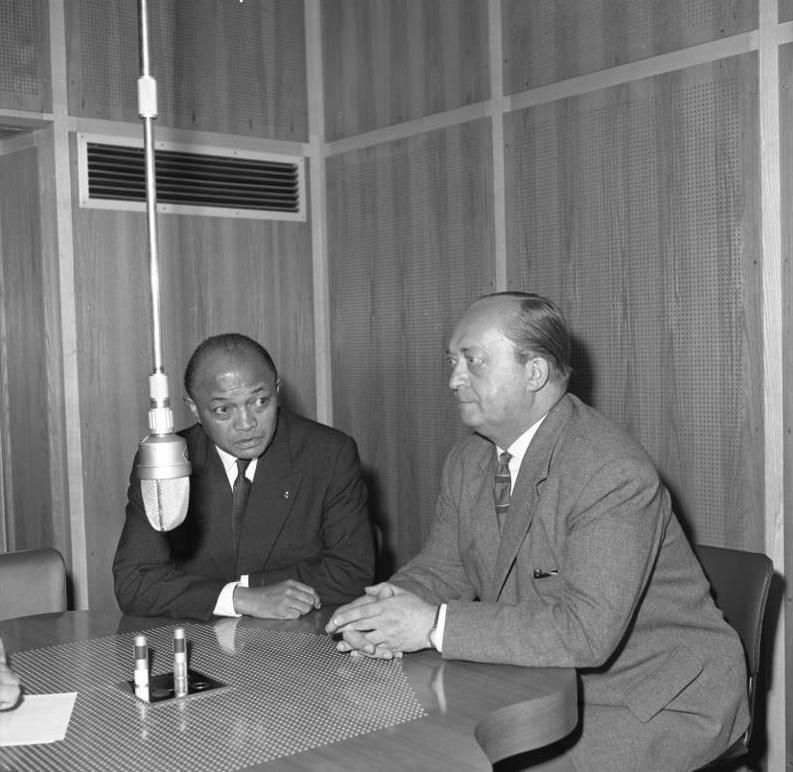
ラマナンツォア（左）、1973年

ガブリエル・ラマナンツォア（Gabriel Ramanantsoa、1906年4月13日 - 1978年5月9日）は、マダガスカルの軍人、政治家。1972年から1975年の間、同国国家元首となった。
ラマナンツォアはメリナ人出身で、アンタナナリボで生まれ、長じてフランス軍に入隊し将校となった。1960年にマダガスカルが独立すると、彼はマダガスカル軍に移籍し、やがて少将にまで昇進した。1972年5月に起きたフィリベール・ツィラナナ大統領に対する反対運動が全国に拡大すると、5月18日にラマナンツォアはクーデターを起こしてツィラナナを失脚させ、元首の座に就いた。
ラマナンツォアは政権を握ると、社会主義政策を推し進め、最低賃金の引き上げなどを行うとともに、親仏だったツィラナナ政権の路線を変更し、脱西側化を進めた。1972年末にトアマシナとアンツィラナナで暴動が起きると、ラマナンツォアはこれを利用してフランスとの防衛協定を改定し、アンツィラナナ基地とアンタナナリボ郊外のイヴァト基地のフランス駐留軍を撤退させた。同年、フラン圏からも脱退して独自通貨を導入し、南アフリカ共和国と断交し、ソビエト連邦や東欧諸国との国交を樹立して、東側に接近した。しかし社会経済は好転せずに、1974年12月にはクーデター未遂が起きて戒厳令が敷かれ、1975年2月5日には軍部内の対立によってラマナンツォアは退陣を余儀なくされた。